# فرودگاه رالف ونز فیلد
 فرودگاه رالف ونز فیلد (به انگلیسی: Ralph Wenz Field) یک فرودگاه همگانی بهره‌برداری هوایی است که یک باند فرود آسفالت دارد و طول باند آن ۲۱۶۴ متر است. این فرودگاه در کشور ایالات متحده آمریکا قرار دارد و در ارتفاع ۲۱۶۰ متری از سطح دریا واقع شده است.